# Type UC I (lớp tàu ngầm)
Tàu ngầm Klasse UC-I là loại tàu ngầm nhỏ dùng để đặc thủy lôi ven biển (U-boats) được đóng bởi Đức khi chiến tranh thế giới thứ nhất vừa bắt đầu. Chúng là loại tàu ngầm đặc thủy lôi đầu tiên được hạ thủy. Tổng cộng mười lăm chiếc đã được đóng. Loại tàu ngầm này đôi khi được gọi là tàu ngầm lớp UC-1 sau chiếc SM UC-1 là chiếc đầu tiên của loại này được đóng.

## Thiết kế
Những chiếc tàu ngầm này được thiết kế bởi Dr. Werner của viện kiểm định ngư lôi, và được lấy nền tảng từ Klasse UB-1 (Type UB-1) một loại tàu ngầm nhỏ hoạt động ven biển với một vài sửa đổi phần thân tàu được làm cong lên để gắn các ống chứa thủy lôi và động cơ được nâng cấp để bù sức đẩy vào thể tích được tăng lên của tàu cũng như tính khí động học mới của tàu. Loại tàu này được trang bị 6 ống chứa thủy lôi bên trong với 12 thủy lôi, loại UC-11 thì có thêm một ống phóng thủy lôi gắn bên ngoài năm 1916. Chúng được đóng rất nhanh và cũng vì thế mà có một loạt vấn đề trong hệ thống đặc thủy lôi ví dụ như thủy lôi được kích hoạt trước khi ra khỏi ống phóng đều đó khiến nó nổ ngay trong ống.

## Các tàu lớp UC-1
- SM UC-1 bị vướng thủy lôi ngoài khơi Nieuport 19/07/1917
- SM UC-2 bị đâm chìm bởi tàu buôn chạy theo bờ biển Cottingham ngoài khơi Great Yarmouth 02/07/1915
- SM UC-3 bị vướng thủy lôi ngoài khơi Zeebrugge 27/05/1916
- SM UC-4 bị phá hủy ngoài khơi Zeebrugg 05/10/1918
- SM UC-5 bị hỏng nặng tại Thames Estuary 27/04/1916
- SM UC-6 bị thủy phi cơ đánh chì tại Thames Estuary 27/09/1917
- SM UC-7 đi đến Zeebrugge 03/03/1916 và không quay về được tin là đã bị vướng thủy lôi
- SM UC-8 bị mắc cạn ở bờ biển Hà Lan 14/11/1915. Được trưng dụng và sử dụng trong hải quân Hà Lan với tên M-1 trước khi bị tháo rời 1932
- SM UC-9 bị chìm bởi chính thủy lôi của nó tại biển Bắc 21/10/1915
- SM UC-10 bị đánh chìm bởi tàu ngầm E54 của Anh 21/08/1916 ngoài khơi bờ biển Hà Lan
- SM UC-11 bị vướng thủy lôi tại eo biển Anh 16/06/1918
- SM UC-12 bị chìm bởi chính thủy lôi của nó 16/03/1916 gần Taranto. Được kéo lên và sủa chữa bởi Ý với tên X1 (bị loại bỏ 1919)
- SM UC-13 bị mắc cạn và chìm ở bờ biển Thổ Nhĩ Kỳ 29/11/1915
- SM UC-14 bị vướng thủy lôi ngoài khơi Zeebrugge 03/10/1917
- SM UC-15 không trở về sau khi tuần tra biển Đen 11/1916